# Art Harris
Arthur Carlos "Art" Harris Jr. (Los Ángeles, California, 13 de enero de 1947 - San Francisco, 13 de octubre de 2007) fue un jugador de baloncesto estadounidense que jugó 4 temporadas en la NBA. Con 1,93 metros de altura, lo hacía en la posición de base.

## Trayectoria deportiva

### Universidad
Jugó cuatro temporadas con los Cardinal de la Universidad de Stanford, en las que promedió 17,2 puntos y 6,9 rebotes por partido. En su tercera temporada fue incluido en el mejor quinteto de la Pacific Eight Conference, tras promediar 14,9 puntos y 7,5 rebotes.

### Profesional
Fue elegido en la decimosexta posición del Draft de la NBA de 1968 por Seattle Supersonics, donde en su primera temporada como profesional se ganó la titularidad, promediando 12,4 puntos, 3,8 rebotes y 3,2 asistencias por partido, que le supusieron ser incluido en el mejor quinteto de rookies de la NBA.
Nada más comenzar la temporada 1969-70 fue traspasado a Phoenix Suns a cambio de Dick Snyder. En los Suns jugó tres temporadas, como suplente primero de Gail Goodrich y posteriormente de Clem Haskins, perdiendo protagonismo paulatinamente. Al término de la temporada 1971-72 se retiró definitivamente. En sus cuatro años en la NBA promedió 9,1 puntos y 2,7 asistencias por partido.

## Estadísticas de su carrera en la NBA

### Temporada regular
| Temporada | Edad | Equipo              | Liga | P  | TIT | MIN | TC   | TCA | %TC  | 3P   | 3PA | %3P | TL | TLA | %TL | R.OF. | R.DEF. | REB | ASIS | ROB | TAP | PER | FP  | PTS  |
| 1968-69   | 22   | Seattle Supersonics | NBA  | SG | 80  |     | 32.0 | 5.2 | 13.2 | .395 |     |     |    | 2.0 | 3.1 | .641  |        |     | 3.8  | 3.2 |     |     | 4.1 | 12.4 |
| 1969-70   | 23   | TOTAL               | NBA  | SG | 81  |     | 19.2 | 3.5 | 8.9  | .394 |     |     |    | 1.1 | 1.7 | .642  |        |     | 2.0  | 2.9 |     |     | 2.7 | 8.1  |
| 1969-70   | 23   | Seattle Supersonics | NBA  | SG | 5   |     | 35.6 | 5.6 | 14.6 | .384 |     |     |    | 0.8 | 1.8 | .444  |        |     | 3.8  | 4.0 |     |     | 2.2 | 12.0 |
| 1969-70   | 23   | Phoenix Suns        | NBA  | SG | 76  |     | 18.1 | 3.4 | 8.6  | .395 |     |     |    | 1.1 | 1.6 | .656  |        |     | 1.9  | 2.8 |     |     | 2.8 | 7.8  |
| 1970-71   | 24   | Phoenix Suns        | NBA  | PG | 56  |     | 17.0 | 3.6 | 8.6  | .411 |     |     |    | 1.2 | 2.0 | .611  |        |     | 1.8  | 2.4 |     |     | 2.4 | 8.3  |
| 1971-72   | 25   | Phoenix Suns        | NBA  | SG | 21  |     | 6.9  | 1.1 | 3.3  | .329 |     |     |    | 0.4 | 1.0 | .429  |        |     | 0.6  | 0.9 |     |     | 1.2 | 2.6  |
| Total     |      |                     | NBA  |    | 238 |     | 21.9 | 3.9 | 9.8  | .396 |     |     |    | 1.4 | 2.2 | .626  |        |     | 2.4  | 2.7 |     |     | 3.0 | 9.1  |

### Playoffs
| Temporada | Edad | Equipo       | Liga | P | MIN | TCA | TC | 3PA | 3P | TLA | TL | R.OF. | REB | ASIS | ROB | TAP | PER | FP | PTS | %TC  | %3P | %FT  | MIN  | PTS | REB | AST |
| 1969-70   | 23   | Phoenix Suns | NBA  | 7 | 89  | 15  | 42 |     |    | 0   | 2  |       | 13  | 12   |     |     |     | 13 | 30  | .357 |     | .000 | 12.7 | 4.3 | 1.9 | 1.7 |
| Total     |      |              | NBA  | 7 | 89  | 15  | 42 |     |    | 0   | 2  |       | 13  | 12   |     |     |     | 13 | 30  | .357 |     | .000 | 12.7 | 4.3 | 1.9 | 1.7 |